# Frank Cooley
Frank Cooley, conosciuto anche come Fred Cooley (Natchez, 1º giugno 1870 – Hollywood, 6 luglio 1941), è stato un regista, attore e sceneggiatore statunitense che, dopo un passato teatrale, lavorò nel cinema all'epoca del muto negli anni dieci del Novecento.

## Filmografia

### Regista
- Her Younger Sister - cortometraggio (1914)
- Love Knows No Law - cortometraggio (1914)
- In the Vale of Sorrow - cortometraggio (1915)
- The Spirit of Giving - cortometraggio (1915)
- A Girl and Two Boys - cortometraggio (1915)
- Evan's Lucky Day - cortometraggio (1915)
- Which Would You Rather Be? - cortometraggio (1915)
- Mrs. Cook's Cooking - cortometraggio (1915)
- The Happier Man - cortometraggio (1915)
- The Constable's Daughter - cortometraggio (1915)
- The Haunting Memory - cortometraggio (1915)
- The Doctor's Strategy - cortometraggio (1915)
- In the Mansion of Loneliness - cortometraggio (1915)
- When the Fire Bell Rang - cortometraggio (1915)
- The First Stone - cortometraggio (1915)
- The Once Over - cortometraggio (1915)
- Persistence Wins - cortometraggio (1915)
- Oh, Daddy! - cortometraggio (1915)
- No Quarter - cortometraggio (1915)
- The Face Most Fair - cortometraggio (1915)
- Dreams Realized - cortometraggio (1915)
- Life's Staircase - cortometraggio (1915)
- Naughty Henrietta - cortometraggio (1915)
- A Deal in Diamonds - cortometraggio (1915)
- The Sheriff of Willow Creek - cortometraggio (1915)
- The Trail of the Serpent - cortometraggio (1915)
- The Warning - cortometraggio (1915)
- The Valley Feud - cortometraggio (1915)
- Broadcloth and Buckskin - cortometraggio (1915)
- There's Good in the Worst of Us - cortometraggio (1915)
- In the Sunset Country - cortometraggio (1915)
- Wild Jim, Reformer - cortometraggio (1916)

### Attore
- Fatty's Flirtation, regia di George Nichols - cortometraggio (1913)
- A Flirt's Mistake, regia di, non accreditato, George Nichols - cortometraggio (1914)
- Won in a Closet, regia di Mabel Normand - cortometraggio (1914)
- Double Crossed, regia di Ford Sterling - cortometraggio (1914)
- Charlot all'hotel o La strana avventura di Mabel (Mabel's Strange Predicament), regia di Mabel Normand - cortometraggio (1914)
- The Girl Who Dared , regia di Harry A. Pollard - cortometraggio (1914)
- The Courting of Prudence, regia di Harry A. Pollard - cortometraggio (1914)
- Drifting Hearts, regia di Harry A. Pollard - cortometraggio (1914)
- The Dream Ship, regia di Harry A. Pollard - cortometraggio (1914)
- The Tale of a Tailor, regia di Harry A. Pollard - cortometraggio (1914)
- The Other Train, regia di Harry A. Pollard - cortometraggio (1914)
- A Joke on Jane, regia di Harry A. Pollard - cortometraggio (1914)
- As a Man Thinketh - cortometraggio (1914)
- The Redemption of the Jasons, regia di Archer MacMackin - cortometraggio (1915)
- In the Sunset Country, regia di Frank Cooley - cortometraggio (1915)
- Wild Jim, Reformer, regia di Frank Cooley - cortometraggio (1916)
- The First Year, regia di Frank Borzage (1926)
- The Mad Racer, regia di Benjamin Stoloff - cortometraggio (1926)
- More Pay - Less Work, regia di Albert Ray (1926)
- Wanted: A Coward, regia di Roy Clements (1927)
- Honor Bound, regia di Alfred E. Green (1928)

### Sceneggiatore
- Closed at Ten, regia di Harry A. Pollard - cortometraggio (1914)
- Dad and the Girls - cortometraggio (1914)
- As a Man Thinketh - cortometraggio (1914)
- Love Knows No Law, regia di Frank Cooley - cortometraggio (1914)